# Tainy
Marco Efraín Masís Fernández, connu sous le nom de scène Tainy (né le 9 août 1989 à San Juan, capitale de Porto Rico), est un producteur de musique, auteur-compositeur et ingénieur du son portoricain, principalement associé au mouvement reggaeton et à la musique urbaine latino-américaine. Il s'est imposé comme l'un des producteurs les plus influents de sa génération en collaborant avec des artistes de premier plan comme Bad Bunny, J Balvin, Wisin & Yandel, Ozuna, Anuel AA et en cofondant le label NEON16.

## Biographie

### Débuts
Tainy s'intéresse à la production musicale dès son adolescence en parallèle de ses passions pour le basketball et le dessin. Repéré grâce à des maquettes réalisées sur FL Studio, il rejoint les équipes entourant le duo Luny Tunes alors installées dans un studio d'enregistrement à Miami,,.
Il participe à des projets du label Mas Flow, contribuant notamment à des compilations qui marquent l'essor du reggaeton au milieu des années 2000. Ces premières collaborations lui permettent de se faire connaître progressivement et d'obtenir des productions pour plusieurs artistes de la scène urbaine latino.

### Ascension et succès
Au fil des années, Tainy devient l'un des producteurs les plus recherchés du genre : il produit et coécrit de nombreux titres à succès internationaux et multiplie les collaborations avec des artistes tel que Bad Bunny, J Balvin ou le duo Wisin & Yandel.
En 2019 et avec l'aide de Lex Borrero, il cofonde le label NEON16, qui fonctionne comme un incubateur pour de nouveaux talents et projets.
En tant qu'artiste, il publie des projets à son nom, dont son premier album studio Data le 29 juin 2023. Cet album réunit de nombreux invités et illustre son désir d'explorer de nouvelles sonorités au sein de la musique urbaine.

## Style et influences
La production de Tainy se caractérise par une combinaison de rythmiques reggaeton classiques, de textures électroniques modernes, d'utilisation de synthétiseurs et de traitements vocaux travaillés: Il conserve la pulsation syncopée du reggaeton (le "dembow") mais la module par des breaks, des silences dramatiques et des couches percussives latines pour créer des « grooves » plus fluctuants que les productions reggaeton classiques.
Tainy emprunte également des éléments électroniques (ambiances, pads) à l'EDM et à la house underground, ce qui donne une sensation à la fois organique et moderne,.
Sa polyvalence stylistique et ses collaborations fréquentes avec des artistes de différents horizons ont contribué à modeler le son de la pop latino contemporaine. Tainy est reconnu par ses pairs ainsi que la presse spécialisée comme étant un des producteurs les plus influents de la scène urbaine latino-américaine et directement lié au succès du genre reggaeton en tant que "principal architecte",,.

## Discographie
- Dynasty (album collaboratif avec Yandel, 2021)
- Data (album solo, 29 juin 2023)

## Distinctions
Tainy a reçu plusieurs nominations aux Grammy Awards et aux Latin Grammy Awards pour ses productions et collaborations. A ce jour, il a remporté 1 Grammys (2023) et 4 Latin Grammys (2018, 2021, 2x 2022).
Tainy a produit de nombreux titres figurant parmi les morceaux les plus écoutés sur la plateforme Spotify, notamment grâce à ses collaborations avec Bad Bunny, et plus particulièrement sur l'album considéré par Billboard comme étant le meilleur de 2022: Un Verano Sin Ti. Il réitère en 2025 sur Debí Tirar Más Fotos. Les musiques où il est directement crédité cumulent plus de 9 milliards d'écoutes sur Spotify en août 2025 selon l'outil Kworb.
Voici une liste de contributions notables de Tainy en tant que producteur:
| #  | Titre                  | Projet (album)                                  | Date de sortie   | Artistes impliqués                               |
| -- | ---------------------- | ----------------------------------------------- | ---------------- | ------------------------------------------------ |
| 1  | DÁKITI                 | El Último Tour Del Mundo                        | 30 octobre 2020  | Bad Bunny, Jhayco                                |
| 2  | LA CANCIÓN             | Oasis                                           | 28 juin 2019     | J Balvin, Bad Bunny                              |
| 3  | Tití Me Preguntó       | Un Verano Sin Ti                                | 6 mai 2022       | Bad Bunny                                        |
| 4  | I Like It              | Invasion of Privacy                             | 25 mai 2018      | Cardi B, Bad Bunny, J Balvin                     |
| 5  | Callaíta               | -                                               | 31 mai 2019      | Bad Bunny, Tainy                                 |
| 6  | No Me Conoce (Remix)   | -                                               | 17 mai 2019      | Jhay Cortez, J Balvin, Bad Bunny                 |
| 7  | MÍA                    | X 100pre                                        | 11 octobre 2018  | Bad Bunny, Drake                                 |
| 8  | China                  | -                                               | 19 juillet 2019  | Anuel AA, Daddy Yankee, Karol G, J Balvin, Ozuna |
| 9  | Si Estuviésemos Juntos | X 100PRE                                        | 24 décembre 2018 | Bad Bunny                                        |
| 10 | Ojitos Lindos          | Un Verano Sin Ti                                | 6 mai 2022       | Bad Bunny, Bomba Estéreo                         |
| 11 | Lo Siento BB:/         | Data                                            | 5 octobre 2021   | Tainy, Bad Bunny, Julieta Venegas                |
| 12 | Safaera                | YHLQMDLG                                        | 29 février 2020  | Bad Bunny, Jowell & Randy, Ñengo Flow            |
| 13 | Adicto                 | -                                               | 22 août 2019     | Tainy, Anuel AA, Ozuna                           |
| 14 | Party                  | Un Verano Sin Ti                                | 6 mai 2022       | Bad Bunny, Rauw Alejandro                        |
| 15 | Un día (One Day)       | -                                               | 23 juillet 2020  | J Balvin, Dua Lipa, Bad Bunny, Tainy             |
| 16 | I Can't Get Enough     | -                                               | 28 février 2019  | Benny Blanco, Selena Gomez, J Balvin             |
| 17 | MOJABI GHOST           | Data                                            | 29 juin 2023     | Tainy, Bad Bunny                                 |
| 18 | Agua                   | Bob l'éponge, le film : Éponge en eaux troubles | 9 juillet 2020   | Tainy, J Balvin                                  |
| 19 | La Baby                | -                                               | 14 juillet 2023  | Tainy, Daddy Yankee, Feid, Sech                  |
| 20 | La Santa               | YHLQMDLG                                        | 29 février 2020  | Bad Bunny, Daddy Yankee                          |